# Barabás János (pedagógus)
Barabás János (Sárvár, 1885. február 2. – Szombathely, 1967. október 22.) tanár, iskolaigazgató.

## Élete
Atyja Barabás György. Tanári oklevelet a Budapesti Tanárképző Főiskolán szerzett. Utána a lipcsei egyetem hallgatója lett, ahol dr. Wundt világhírű filozófus laboratóriumában a psycho-fizikában képezte tovább magát. Az I. világháborúban a 83. gyalogezred kötelékében részt vett a San folyó és a Lublin melletti ütközetekben, majd Bichawa  mellett súlyosan megsebesült. 1915-ben Bécsben teljesített katonai szolgálatot.
Pályafutását Iglón kezdte mint nevelőtanár, utána két évig a szenicei áll. polgári fiúiskolában, négy évig az iglói polgári fiúiskolában tanár, majd igazgató volt. 1922-ben a  Balatonfüredi Polgári Iskola igazgatójává nevezték ki. Az általa vezetett iskola 1930-ban ünnepelte fennállásának 70-ik évfordulóját. 1932-ben nyugalomba vonult. Nyugdíjasként Veszprémben élt.
Munkatársa volt a Szepesi Lapoknak. Elnöke volt a füredi népművelési bizottságnak, vezetője a Balaton cserkészcsapatnak, tagja volt a Felsőmagyarországi Irodalmi Társaságnak, és a Felvidéki Magyar Írók és Újságírók Egyesületének, a Kisfaludy Társaskörnek , Balatonfüredi Yacht Clubnak, a Balatoni Szövetségnek, az Országos Polgáriiskolai Tanáregyesületnek, az Országos Vöröskereszt Szövetségnek, a Természettudományi Társaságnak, a Földrajzi Társaságnak.

## Munkái
Írói munkássága során cikkeket írt a Felvidéki Magyar Írók és Újságírók Egyesülete szerkesztésében megjelent lapban.
- Könyve: "A magyar költészet legújabb iránya"  címmel jelent meg 1911-ben celldömölki Dinkgreve Nándor[1] könyvnyomdája gondozásában.